# Arne Tollbom
Arne Tollbom   (Hèlsinki, 20 de març de 1911 - Estocolm, 16 de novembre de 1971) va ser un tirador d'esgrima suec, especialista en espasa, guanyador d'una medalla olímpica.
El 1948 va prendre part en els Jocs Olímpics d'Estiu de Londres, on guanyà la medalla de plata en la prova d'espasa per equips del programa d'esgrima.